# David Hay (psycholog)
David Hay (ur. 23 czerwca 1935 w Aberdeen, zm. 27 października 2014 w Nottingham w Wielkiej Brytanii) – brytyjski psycholog religii i duchowości, z wykształcenia zoolog. Pochodził ze Szkocji, był katolikiem.

## Życiorys
David Hay był najpierw studentem, a następnie współpracownikiem Alistera Hardy, profesora zoologii i Dziekana Wydziału Zoologii Uniwersytetu Oksfordzkiego (1946-1961). Po przejściu na emeryturę w roku 1969, Hardy założył Pracownię (ang. Research Unit) do Badań Doświadczeń Religijnych Manchester College. David Hay był tam badaczem w latach 1974–1990. W latach 1985–1989, po zmianie nazwy tej instytucji, pełnił rolę dyrektora Centrum Badań nad Doświadczeniem Religijnym im. Alistera Hardy. Był też Przewodniczącym Rady Konsultacyjnej (ang. Centre Advisory Research Council) (1990-1994). Wieloletni wykładowca w zakresie wychowania duchowego w Nottingham University, po przejściu na emeryturę honorowy profesor teologii praktycznej (Honorary Research Fellow in Practical Theology) w University of Aberdeen. Hay był także honorowym badaczem (Honorary Research Fellowship) w the University of Wales Trinity Saint David, Lampeter, a ostatnio również w Glyndwr University w Wrexham, Hay był współzałożycielem, a później honorowym dożywotnim członkiem Towarzystwa Badań nad Doświadczeniem Duchowym im. Alistera Hardy (TBDDAH). David Hay należał też do międzynarodowych towarzystw naukowych, m.in., Society for the Scientific Study of Religion, International Society for the Psychology of Religion.
David Hay był wielokrotnie (w latach 1997–2007) gościnnym wykładowcą w Instytucie Religioznawstwa Uniwersytetu Jagiellońskiego. Prowadził też wykłady na Wydziale Zarządzania Uniwersytetu Warszawskiego.

## Wykształcenie
- zoologia – University of Aberdeen (BSc)
- zoologia – University of Oxford (PhD)

## Kariera zawodowa
- wykładowca biologii – Department of Education, University of Nottingham
- profesor w zakresie duchowego doświadczenia – University of Nottingham
- profesor wizytujący – Instytut Religioznawstwa Uniwersytetu Jagiellońskiego w Krakowie

## Poglądy
David Hay rozwinął ewolucyjne poglądy Alistera Hardy. Jest twórcą koncepcji, zgodnie z którą nie tylko sama religijność, ale – rozumiana jako wobec niej nadrzędna – duchowość jest naturalną adaptacją ewolucyjną, a jej bazą jest świadomość relacyjna. Adaptacja ta zapewniła gatunkowi ludzkiemu przetrwanie i rozwój. W wielu pracach badawczych wykazał też trafność faktu, że doświadczenie duchowe jest zjawiskiem powszechnym i wiąże się z wyższym poziomem zdrowia.

## Twórczość
David Hay (sam i w zespołach badawczych) prowadził badania nad fenomenologią doświadczenia duchowego i jego funkcjami adaptacyjnymi. Szczególnym zainteresowaniem cieszą się wyniki badań nad duchowością wczesnodziecięcą, przeprowadzonymi z Rebeccą Nye. Autentyczność duchowych przeżyć dzieci, które nie zostały jeszcze religijnie uformowane przez język, a ogólniej – kulturę, dowodzi – zdaniem Haya – ich ewolucyjnej pierwotności. David Hay jest autorem 7 książek oraz artykułów w czasopismach naukowych i popularnonaukowych.

## Najważniejsze publikacje naukowe
- Exploring the Inner Space: Scientists and Religious Experience, Oxford Mowbury, 1987.
- Religious Experience Today: Studying the Facts, 1990.
- The Spirit of the Child (with Rebecca Nye), London, Harper & Collins, 1998, 2nd Edition: Jessica Kingsley Pubishers, 2006. ISBN 1-84985-676-1.
- The biology of God: What is the current status of Hardy’s hypothesis?”. The International Journal for the Psychology of Religion, 1994, 4(1), 1-23.
- Spirituality as a natural phenomenon: Bringing biological and psychological perspectives together (with Paweł M. Socha), Zygon. Journal of Religion and Science, 2005, 40(3) 589-612.
- Something There: the Biology of the Human Spirit, Templeton Press, 2007. ISBN 978-1-59947-114-3.
- God’s Biologist: A Life of Alister Hardy, Darton, Longman & Todd, 2011.